# Steven Lammertink
Steven Lammertink (Enter, 4 dicembre 1993) è un ex ciclista su strada olandese.
È il fratello minore di Maurits Lammertink, a sua volta ciclista.

## Palmarès

### Strada
- 2014 (Jo Piels, una vittoria)

Campionati olandesi, Prova a cronometro Under-23
- 2015 (Jo Piels, cinque vittorie)

3ª tappa Triptyque des Monts et Châteaux (Tournai > Flobecq)
2ª tappa Tour de Berlin (Paplitz, cronometro)
Classifica generale Tour de Berlin
Campionati olandesi, Prova a cronometro Under-23
Campionati europei, Prova a cronometro Under-23

#### Altri successi
- 2014 (Jo Piels)

Ronde van Zuid-Oost Friesland

## Piazzamenti

### Classiche monumento
- Giro delle Fiandre

2017: ritirato
Liegi-Bastogne-Liegi
2017: ritirato

### Competizioni mondiali
- Campionati del mondo

Copenaghen 2011 - In linea Junior: 3º
Toscana 2013 - Cronosquadre: 34º
Ponferrada 2014 - Cronometro Under-23: 14º
Richmond 2015 - Cronometro Under-23: 14º
Richmond 2015 - In linea Under-23: non partito

### Competizioni europee
- Campionati europei

Nyon 2014 - Cronometro Under-23: 4º
Nyon 2014 - In linea Under-23: ritirato
Tartu 2015 - Cronometro Under-23: vincitore
Plumelec 2016 - Cronometro Elite: 18º
Herning 2017 - Cronometro Elite: 25º
Herning 2017 - In linea Elite: 83º